# Amsterdam Crusaders 2017
Questa voce raccoglie le informazioni riguardanti gli Amsterdam Crusaders nella stagione 2017.

## Maschile

### Prima squadra

#### Eredivisie

##### Stagione regolare
| 26 febbraio 2017, ore 14:00 2ª giornata | Amsterdam Crusaders | 43 – 0 | Groningen Giants |  |

| 12 marzo 2017, ore 14:00 3ª giornata | Arnhem Falcons | 0 – 39 | Amsterdam Crusaders |  |

| 19 marzo 2017, ore 14:00 4ª giornata | Hilversum Hurricanes | 0 – 48 | Amsterdam Crusaders |  |

| 26 marzo 2017, ore 15:00 5ª giornata | Amsterdam Crusaders | 20 – 0 (a tavolino) | Spijkenisse Scouts |  |

| Rotterdam 2 aprile 2017, ore 14:00 6ª giornata | 010 Trojans | 0 – 33 | Amsterdam Crusaders | Sportpark de Vaan |

| 9 aprile 2017 7ª giornata | Amsterdam Crusaders | 34 – 7 | Hilversum Hurricanes |  |

| Leida 7 maggio 2017, ore 14:00 10ª giornata | Lightning Leiden | 14 – 86 | Amsterdam Crusaders | Sportpark Montgomery |

| 21 maggio 2017 12ª giornata | Amsterdam Crusaders | 35 – 6 | 010 Trojans |  |

##### Playoff
| 18 giugno 2017 Semifinale | Amsterdam Crusaders | 36 – 0 | Hilversum Hurricanes |  |

| Almere 1º luglio 2017 Tulip Bowl | Amsterdam Crusaders | 33 – 13 (7-0 0-7 14-6 12-0) | 010 Trojans | Yanmar Stadion (768 spett.) |

#### BIG6

##### Stagione regolare
| Amsterdam 22 aprile 2017 1ª giornata | Amsterdam Crusaders | 6 – 20 (0-7 0-3 0-3 6-7) | New Yorker Lions | Sportpark Sloten |

| Santa Coloma de Gramenet 13 maggio 2017, ore 17:30 4ª giornata | Badalona Dracs | 19 – 47 (7-13 6-0 0-7 6-27) | Amsterdam Crusaders | Camp Municipal de Badalona Sud |

### Seconda squadra

#### Eerste Divisie

##### Stagione regolare
| 26 febbraio 2017, ore 11:00 2ª giornata | Amsterdam Crusaders II | 14 – 8 | Flevo Phantoms |  |

| 12 marzo 2017, ore 14:00 3ª giornata | Utrecht Dominators | 6 – 24 | Amsterdam Crusaders II |  |

| 19 marzo 2017, ore 14:00 4ª giornata | Tilburg Wolves | 0 – 44 | Amsterdam Crusaders II |  |

| 26 marzo 2017, ore 11:00 5ª giornata | Amsterdam Crusaders II | 17 – 12 | Enschede Broncos |  |

| 2 aprile 2017, ore 14:00 6ª giornata | Alphen Eagles | 0 – 20 | Amsterdam Crusaders II |  |

| 9 aprile 2017, ore 11:00 7ª giornata | Amsterdam Crusaders II | 56 – 0 | Tilburg Wolves |  |

| 7 maggio 2017, ore 14:00 10ª giornata | Enschede Broncos | 0 – 17 | Amsterdam Crusaders II |  |

| 21 maggio 2017, ore 11:00 12ª giornata | Amsterdam Crusaders II | 27 – 20 | Alphen Eagles |  |

##### Playoff
| 18 giugno 2017 Semifinale | Amsterdam Crusaders II | 22 – 40 | Lelystad Commanders |  |

### Statistiche di squadra
| Competizione             | %Vittorie | In casa | In casa | In casa | In casa | In casa | In casa | In trasferta | In trasferta | In trasferta | In trasferta | In trasferta | In trasferta | Totale | Totale | Totale | Totale | Totale | Totale |
| Competizione             | %Vittorie | G       | V       | N       | P       | Pf      | Ps      | G            | V            | N            | P            | Pf           | Ps           | G      | V      | N      | P      | Pf     | Ps     |
| ------------------------ | --------- | ------- | ------- | ------- | ------- | ------- | ------- | ------------ | ------------ | ------------ | ------------ | ------------ | ------------ | ------ | ------ | ------ | ------ | ------ | ------ |
| ED - Stagione regolare   | 1.000     | 4       | 4       | 0       | 0       | 132     | 13      | 4            | 4            | 0            | 0            | 206          | 14           | 8      | 8      | 0      | 0      | 338    | 27     |
| ED - Playoff             | 1.000     | 2       | 2       | 0       | 0       | 69      | 13      | 0            | 0            | 0            | 0            | 0            | 0            | 2      | 2      | 0      | 0      | 69     | 13     |
| BIG6 - Stagione regolare | .500      | 0       | 0       | 0       | 0       | 0       | 0       | 2            | 1            | 0            | 1            | 53           | 39           | 2      | 1      | 0      | 1      | 53     | 39     |
| Totale prima squadra     | .917      | 6       | 6       | 0       | 0       | 201     | 26      | 6            | 5            | 0            | 1            | 259          | 53           | 12     | 11     | 0      | 1      | 460    | 79     |
| EeD - Stagione regolare  | 1.000     | 4       | 4       | 0       | 0       | 114     | 40      | 4            | 4            | 0            | 0            | 105          | 6            | 8      | 8      | 0      | 0      | 219    | 46     |
| EeD - Playoff            | .000      | 1       | 0       | 0       | 1       | 22      | 40      | 0            | 0            | 0            | 0            | 0            | 0            | 1      | 0      | 0      | 1      | 22     | 40     |
| Totale seconda squadra   | .889      | 5       | 4       | 0       | 1       | 136     | 80      | 4            | 4            | 0            | 0            | 105          | 6            | 9      | 8      | 0      | 1      | 241    | 86     |
| Totale                   | .905      | 11      | 10      | 0       | 1       | 337     | 106     | 10           | 9            | 0            | 1            | 364          | 59           | 21     | 19     | 0      | 2      | 701    | 165    |

## Femminile

### Queen's Football League 2017

#### Playoff
| Amsterdam 17 dicembre 2017, ore 14:00 | Amsterdam Cats | 42 – 13 | Rotterdam Ravens | Sportpark Sloten |

### Statistiche di squadra
| Competizione | %Vittorie | In casa | In casa | In casa | In casa | In casa | In casa | In trasferta | In trasferta | In trasferta | In trasferta | In trasferta | In trasferta | Totale | Totale | Totale | Totale | Totale | Totale |
| Competizione | %Vittorie | G       | V       | N       | P       | Pf      | Ps      | G            | V            | N            | P            | Pf           | Ps           | G      | V      | N      | P      | Pf     | Ps     |
| ------------ | --------- | ------- | ------- | ------- | ------- | ------- | ------- | ------------ | ------------ | ------------ | ------------ | ------------ | ------------ | ------ | ------ | ------ | ------ | ------ | ------ |
| Playoff      | 1.000     | 1       | 1       | 0       | 0       | 42      | 13      | 0            | 0            | 0            | 0            | 0            | 0            | 1      | 1      | 0      | 0      | 42     | 13     |
| Totale       | 1.000     | 1       | 1       | 0       | 0       | 42      | 13      | 0            | 0            | 0            | 0            | 0            | 0            | 1      | 1      | 0      | 0      | 42     | 13     |